# Isaac Westergren
Johan Isaac Westergren (ur. 12 lipca 1875 w Gävle, zm. 16 października 1950 w Leksand) – szwedzki lekkoatleta.
Wystąpił na Letnich Igrzyskach Olimpijskich 1900 w Paryżu. Wystartował na 60 i 100 m (w obu przypadkach nie zakwalifikował się do finału).